# Кудзиев, Сослан Казбекович
Сослан Казбекович Кудзиев (род. 21 июня 1987) — российский дзюдоист, призёр чемпионата России, мастер спорта России.

## Спортивные результаты
- Чемпионат России по дзюдо 2005 года среди юниоров — ;
- I Всероссийская юношеская спартакиада 2006 года — ;
- Чемпионат России по дзюдо 2009 года среди молодёжи — ;
- Чемпионат России по дзюдо 2010 года — .